# Astilleros del Báltico

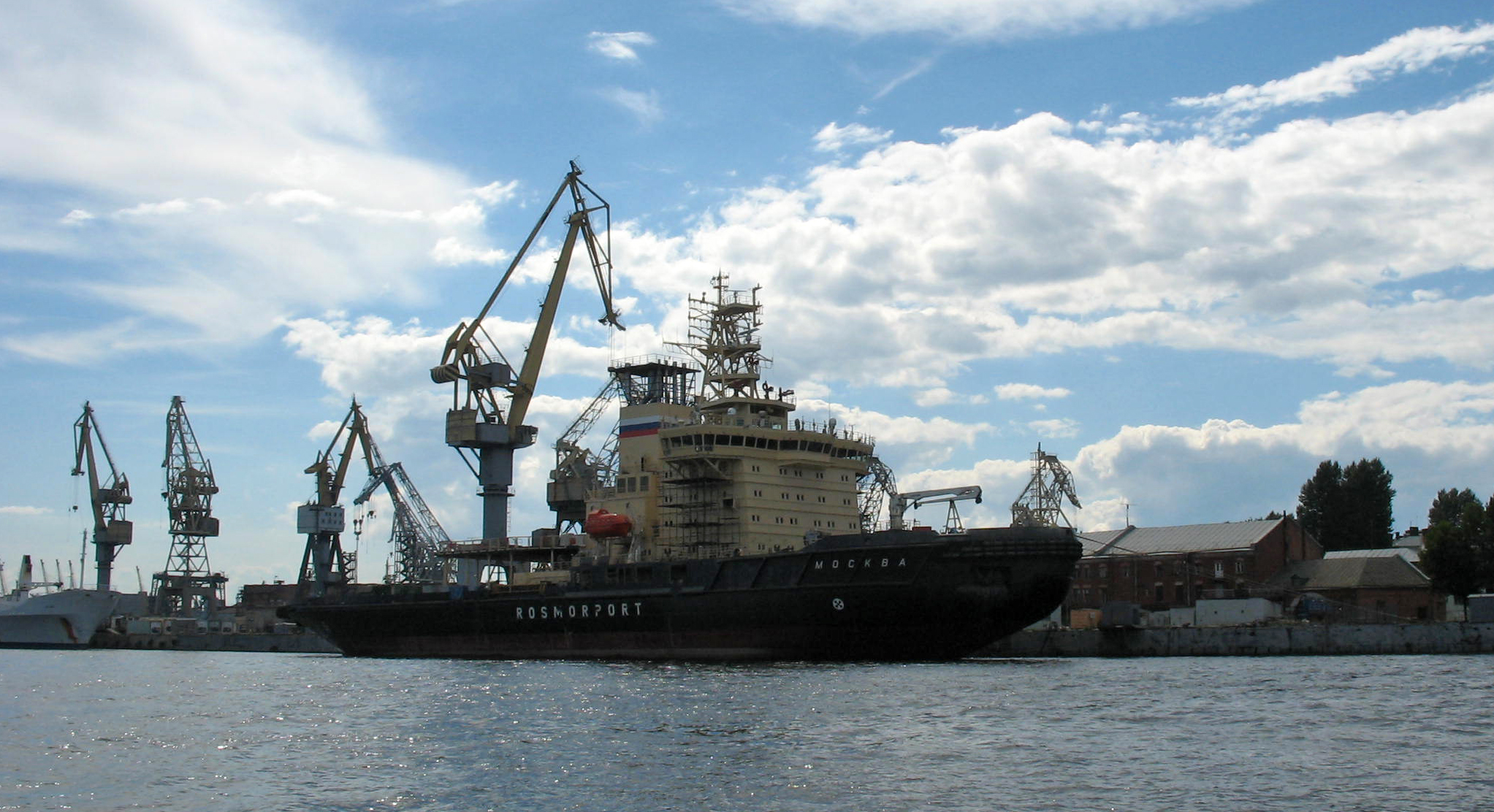
Rompehielos Moscú durante la etapa final de construcción en los Astilleros del Báltico, 2008.

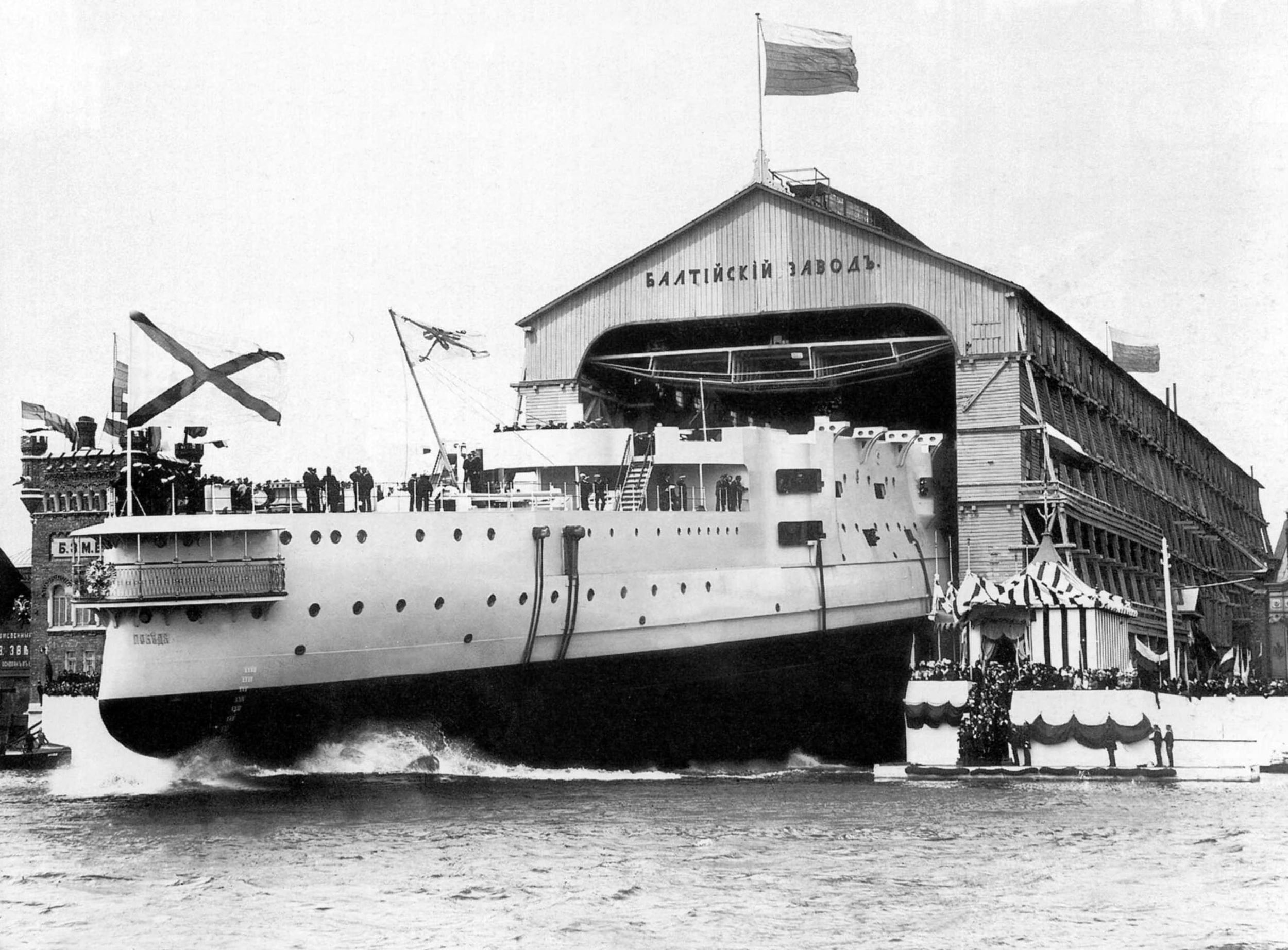
Mayo de 1900: botadura del acorazado Pobeda (Victoria) en los Astilleros del Báltico.

Los Astilleros del Báltico (en ruso: Балтийский завод), inicialmente conocido como Fábrica 189 y luego rebautizado S. Ordzhnikidze (en ruso: Балтийский завод имени С. Орджоникидзе), es uno de los astilleros más antiguos de Rusia. Está ubicado en San Petersburgo en la parte sudoccidental de la Isla Vasilievski. Es uno de los tres astilleros más activos de San Petersburgo. Junto con el Astillero del Almirantazgo, fue el responsable de la construcción de la mayor parte de los barcos de guerra del Imperio ruso, así como los rompehielos nucleares soviéticos. Actualmente está especializado en barcos mercantes, mientras que el Astillero del Almirantazgo se especializa en submarinos diésel-eléctricos.

## Historia
El astillero fue fundado en 1856 en San Petersburgo por M. Carr y el escocés M. L. MacPherson, por ello denominándose "Astilleros Carr & MacPherson". En 1984 fueron construidos dos monitores de Clase Uragan. En 1874 los astilleros fueron vendidos al Príncipe Ochtomski.
En 1934 el astillero inició la construcción de tres prototipos de submarinos soviéticos de clase S, en base al diseño alemán producido por la empresa holandesa Ingenieurskantoor voor Scheepsbouw. El 30 de diciembre de 1936 la fábrica cambió el nombre de "Fábrica 189" a las de "Sergo Ordzhonikidze" en honor al dirigente soviético.